# Morel (Islas Los Santos)
Morel (en francés: Morne Morel) es una montaña ubicada en la isla Terre-de-Haut en el archipiélago de Îles des Saintes o Les Saintes, en las Antillas Menores con la altura de 136 metros ( 446 pies) y que administrativamente depende de Guadalupe una de las Antillas Francesas.
Situado en el norte de la isla, entre la bahía de Marigot (baie du Marigot) y de la bahía de Pompierre (baie de Pompierre), es el que tiene la altura principal del archipiélago. Alberga una antigua fortaleza, llamada batería Caroline (batterie Caroline).